# Еліс Деерінг
Еліс Деерінг (англ. Alice Dearing, 23 квітня 1997) — британська плавчиня. Учасниця чемпіонату світу з водних видів спорту 2015, де в марафонському плавання на дистанції 5 км посіла 23-тє місце. Учасниця чемпіонату світу з водних видів спорту 2019, де в запливі на 10 км посіла 17-те місце і не змогла кваліфікуватись на літні Олімпійські ігри 2020.